# Storia della Chiesa di Gesù Cristo dei santi degli ultimi giorni

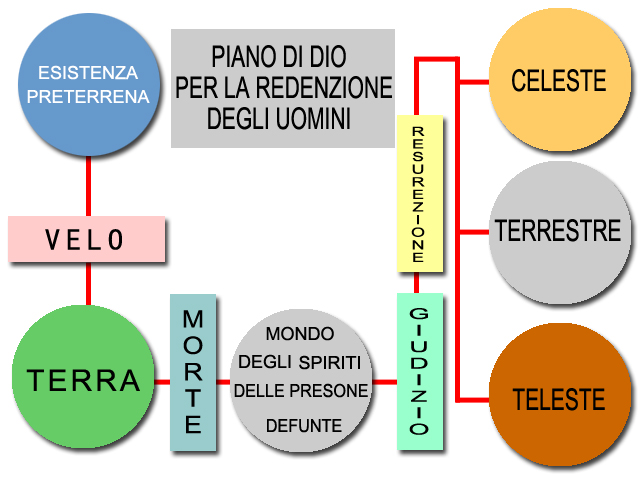
Dottrina sul "Piano di salvezza" divina secondo la Chiesa di Gesù Cristo dei santi degli ultimi giorni

La storia della Chiesa di Gesù Cristo dei santi degli ultimi giorni (LDS - Latter-day Saints Church) può essere tipicamente suddivisa in tre periodi di tempo ben distinti uno dall'altro: un inizio coincidente con la vita di Joseph Smith, comune con tutte le chiese del mormonismo facenti parte del movimento dei Santi degli ultimi giorni; l'"era dei pionieri", sotto la guida di Brigham Young e dei suoi immediati successori nel corso del XIX secolo; l'età moderna che incomincia con l'approssimarsi del XX secolo quando la pratica della poligamia è stata sospesa.
La Chiesa traccia le proprie origini nella parte occidentale dell'attuale Stato di New York (stato), laddove Smith fondò il primo movimento riuscendo a guadagnarsi un piccolo seguito di seguaci verso la fine degli anni 1820, mentre stava dettando il Libro di Mormon; egli dichiarò che fosse la traduzione di tutta una serie di testi rinvenuti su delle "lastre dorate" fatte seppellire nei pressi della propria abitazione da un profeta appartenente ai Nativi americani.
Il 6 aprile del 1830 egli organizzò la prima entità giuridica di questa nuova religione battezzata come "Chiesa di Cristo"; essa creò rapidamente un suo seguito di fedeli i quali videro Smith come la loro personale figura profetica. La sede principale venne trasferità a Kirtland (Ohio) all'inizio degli anni 1830, per spostarsi poi in Missouri fino a quando una vera e propria guerra mormone scoppiò nel 1838 contro gli altri coloni; il culmine del conflitto fu raggiunto quando gli aderenti al credo di Smith subirono l'espulsione (il Missouri Executive Order 44) disposta direttamente dal governatore del Missouri.

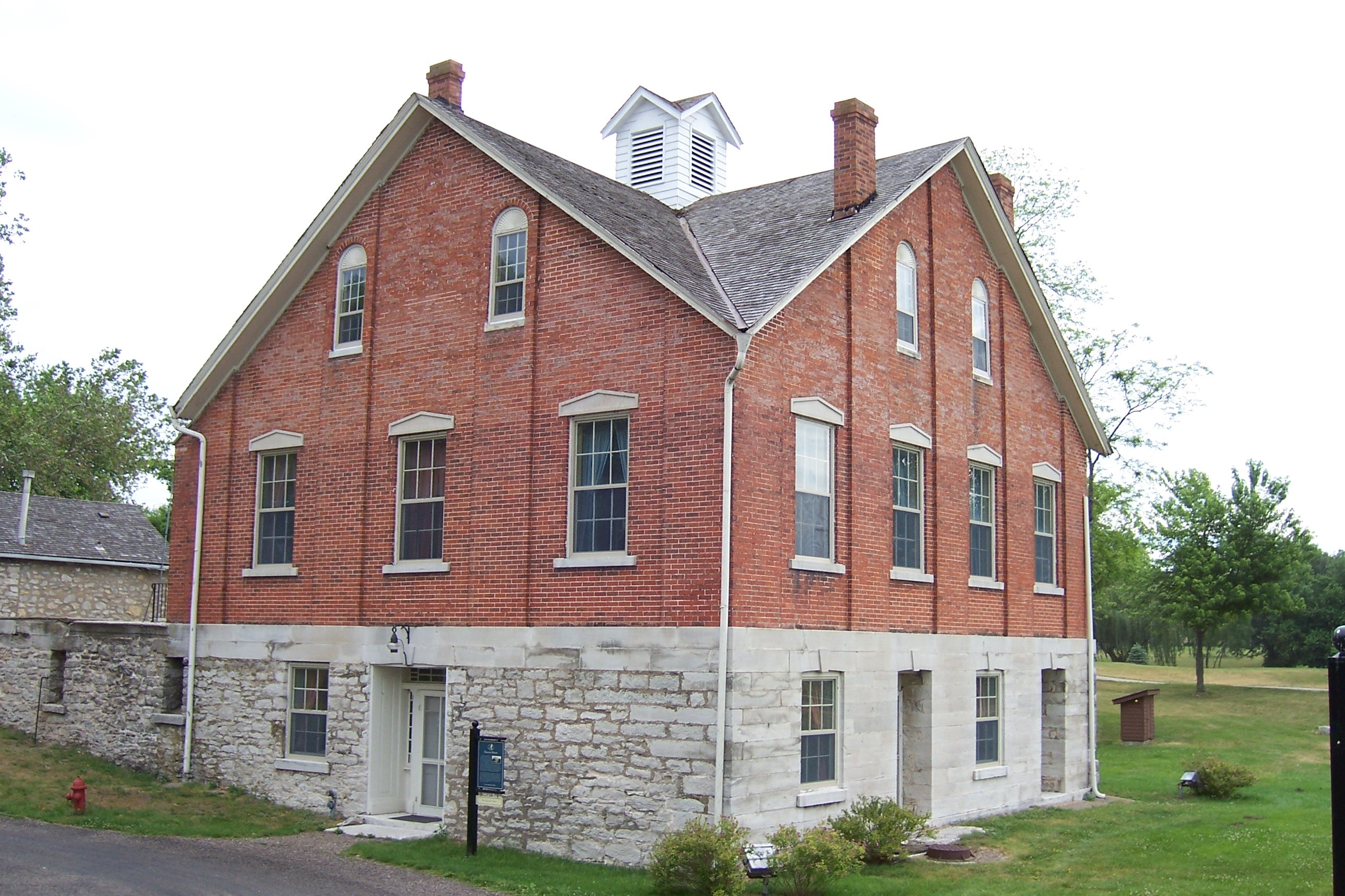
L'abitazione di Joseph Smith a Nauvoo (Illinois)

I confratelli fonderanno quindi la città di Nauvoo (Illinois), poco prima dell'assassinio dei fratelli Smith; con la loro morte sorse una crisi di successione (Mormoni) e la maggioranza votò l'accettazione del Quorum dei Dodici. Il gruppo scelse di essere diretto da Young, divenendo così il corpo principale della Chiesa.
A seguito delle continue difficoltà e persecuzioni subite nell'Illinois Youngh lasciò Nauvoo nel 1846 per condurre gli affiliati, i Pionieri mormoni, in direzione della grande Valle del Lago Salato e da qui si espansero per tutto lo Stato di Deseret, giungendo alla fine a stabilire colonie in un territorio che andava dal Canada all'odierno Messico.

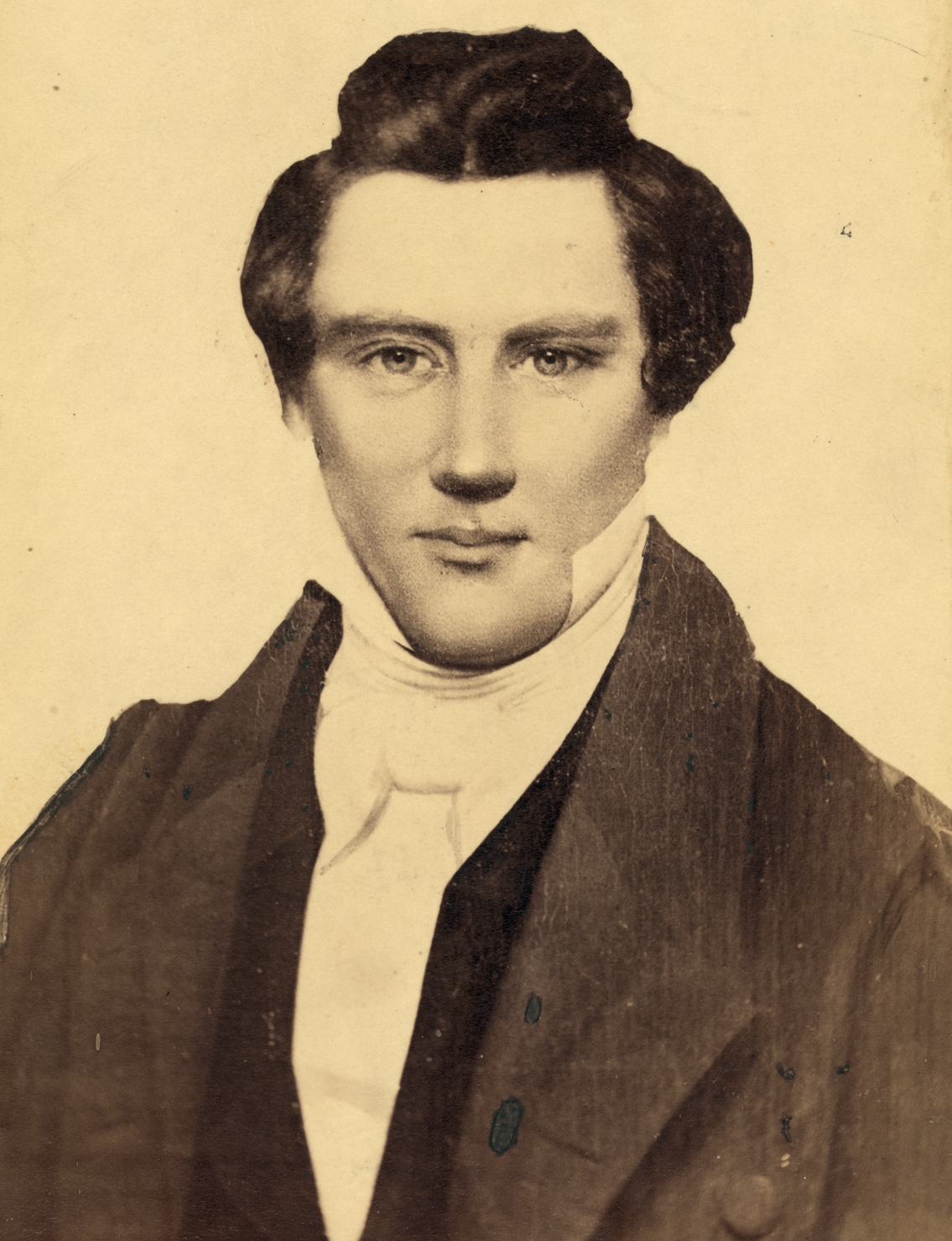
Dagherrotipo ritraente Joseph Smith nel 1842

Young incorporò la Chiesa come entità giuridica e governò nella sua qualità di leader teocratico e si assegnò il diritto di assumere posizioni sia politiche sia religiose; propagò anche la pratica, precedentemente rimasta segreta, della poligamia o "matrimonio plurale". Nel 1857 le tensioni esterne si erano nuovamente accresciute, in gran parte a seguito degli espliciti insegnamenti poligamici e in riferimento alla teocrazia. La guerra dello Utah in opposizione agli altri americani divampò dal 1857 al 1858; essa portò all'invasione relativamente pacifica dello Utah da parte dell'United States Army.
Young dovette accettare di abbandonare il potere e venire sostituito da un governatore territoriale non mormone, Alfred Cumming; ciononostante la Chiesa continuò a mantenere una potenza politica significativa in tutta la regione come parte di un "Governo ombra". Alla morte di Young avvenuta nel 1877, la direzione passò ad altri membri di spicco i quali proseguirono la pratica poligamica nonostante l'esplicita opposizione del Congresso degli Stati Uniti d'America.
Dopo che le tensioni col governo federale toccarono la loro acme nel 1890, la Chiesa abbandonò la pratica pubblica tramite il Manifesto del 1890; smetterà di far celebrare matrimoni plurali ufficialmente con un Secondo manifesto nel 1904. Adottò alfine la scomunica per i suoi membri sorpresi a perpetuare la poligamia; a tutt'oggi cerca di distanziarsi attivamente dai gruppi del fondamentalismo mormone che ancora la richiedono.
Nel corso di tutto il XX secolo la Chiesa crebbe in maniera sostanziale fino a diventare un'organizzazione internazionale. Cominciò a impegnarsi innanzitutto nella tradizionale cultura degli Stati Uniti d'America e in seguito anche negli altri paesi, in particolare quelli dell'America Latina, inviando migliaia di missionari mormoni in tutto il mondo. Diventò così ben presto un campione della difesa della famiglia nucleare, giocando a volte un ruolo di spessore anche nelle questioni più prettamente politiche.
Tra i cambiamenti ufficiali dell'organizzazione c'è stata l'ammissione all'ordinazione sacerdotale (detta "investitura") degli afroamericani nel 1978, con un'inversione netta della politica inizialmente istituita da Young. La Chiesa ha anche modificato periodicamente le proprie cerimonie al Tempio, omettendo gradualmente alcuni elementi controversi; ci sono stati anche cambiamenti in relazione alla struttura organizzativa, soprattutto per accogliere i nuovi adepti e la crescente presenza internazionale.

## Dagli anni 1820 al 1846

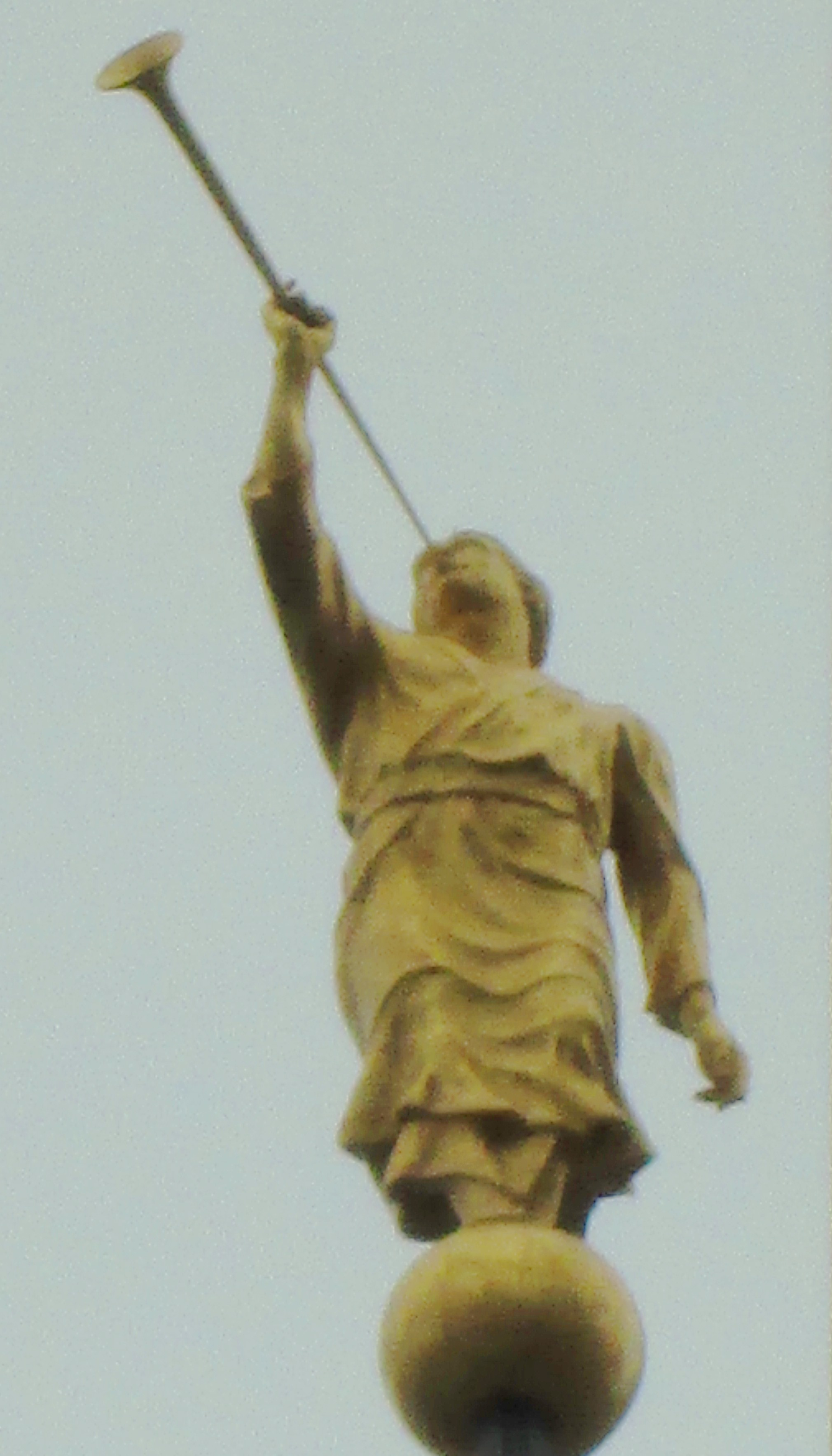
L'angelo Moroni sulla cima del tempio newyorkese a Manhattan

La storia degli inizi della Chiesa LDS viene condivisa con le altre denominazioni confessionali del mormonismo; tutte difatti considerano Smith come il fondatore della loro tradizione religiosa. Egli si guadagnò un piccolo seguito alla fine degli anni 1820, dichiarando di essere in contatto con una certa figura angelica denominata Moroni il quale gli mostrò la posizione delle "lastre dorate" e lo educò al suo futuro ruolo di leader religioso (vedi Prima Visione).
La nuova Chiesa verrà fondata nella capanna in cui abitava Joseph Smith Sr. nel villaggio di Manchester (New York), in un'area nei pressi di Rochester; seguirà una riunione la domenica successiva a Fayette nell'abitazione di Peter Whitmer Sr.; tuttavia, seguendo una delle narrazioni dello stesso Smith e una reminiscenza del 1887 di David Whitmer, la Chiesa fu organizzata presso la casa di Whitmer a Fayette (Whitmer, tuttavia, aveva già riferito a un giornalista nel 1875 che la Chiesa era nata a Manchester).

Tragitto mormone dal 1830 al 1839

Alla fine del 1830 Smith intravide una "città di Sion" utopica situata nelle terre degli indigeni nei pressi di Independence (Missouri); in ottobre inviò il proprio assistente personale Oliver Cowdery e altri a una missione della zona. Passando attraverso Kirtland convertirono una congregazione della "Chiesa cristiana dei discepoli di Cristo" guidata da Sidney Rigdon.
L'anno successivo Smith decise di spostare temporaneamente i suoi seguaci in quella cittadina sperduta dell'Ohio fino a quando i terreni della zona del Missouri non avrebbero potuto essere acquistati. La sede della Chiesa vi rimase fino al 1838; qui costruì il suo primo tempio e crebbe da 680 a 17.881 membri. Nel frattempo molti collaboratori di Smith tentarono di stabilire degli insediamenti nel Missouri, ma dovettero scontrarsi con la forte resistenza degli altri coloni i quali credettero che i mormoni propagandassero l'abolizionismo e che non avessero fiducia nelle loro istituzioni giuridiche locali.
Dopo l'emigrazione completa del gruppo di Smith le ostilità si trasformarono in guerra aperta, tanto che Lilburn Boggs dovette farli espellere dallo Stato attraverso un ordine esecutivo ufficiale. Andarono quindi a fondare Nauvoo e qui Smith diventò il primo sindaco nonché leader della milizia; in quanto capo della Chiesa istituì anche la pratica segreta del "matrimonio multiplo" e insegnando una forma di millenarismo da lui stesso definita "Teodemocrazia". Questa fu presieduta da un consiglio composto da 50 membri i quali consacrarono simbolicamente Smith come sovrano millenario.
Parzialmente in risposta a queste tendenze il 7 giugno del 1844 un quotidiano chiamato Nauvoo Expositor diretto dal dissidente William Law espresse apertamente la propria critica alla poligamia e al governo teocratico, includendovi un appello per riformare la Chiesa basandosi sui principi precedenti; il foglio conteneva anche editoriali e lettere alla redazione molto critiche nei riguardi delle azioni politiche di Smith e della sua candidatura presentata per le Elezioni presidenziali negli Stati Uniti d'America del 1844. Considerando il giornale un libello, Smith e il consiglio comunale votarono per farne interrompere la diffusione in quanto fomentatore di disordini pubblici.

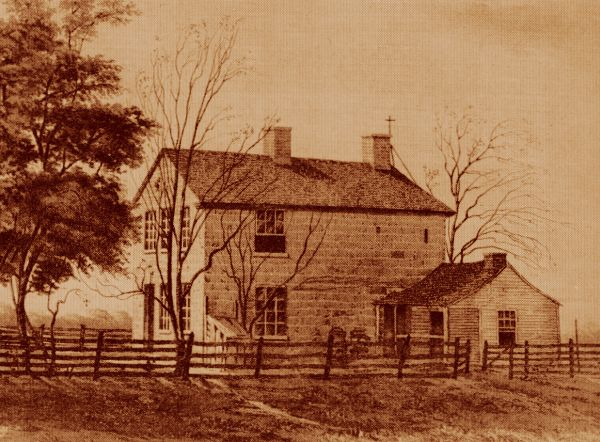
La prigione di Carthage (Illinois) nel 1885

Le relazioni tra i mormoni e i residenti delle comunità circostanti peggiorarono e alcuni avviarono un'azione penale contro Smith per il reato di tradimento; egli si arrese alla polizia nella vicina Carthage. Mentre si trovava in stato di custodia cautelare assieme al fratello Hyrum Smith, secondo quanto afferma la presidenza della Chiesa, rimase ucciso in uno scontro a fuoco con la folla che assalì la prigione - volendo sottoporlo a linciaggio - il 27 di giugno.
Dopo la sua morte si verificò una crisi per cui un certo numero di leader si proposero come guide; l'8 di agosto la maggioranza degli aderenti accolse gli argomenti di Young, uno degli "apostoli anziani", secondo cui non vi sarebbe stato alcun vero successore e che il "Consiglio dei 12" avrebbe invero avuto tutte le autorità necessarie per condurre la Chiesa. Esso si adattò per assumere quel ruolo. Più tardi si sostenne che Smith avesse già in precedenza consegnato le "Chiavi del Regno" a un ristretto gruppo di membri che inclusero anche i 12.
Alla fine del XIX secolo alcuni vecchi sodali fecero pubblicare delle reminiscenze affermando che durante la riunione di quell'8 di agosto Young fosse apparso come trasfigurato e avesse parlato del tutto similmente a Smith, a cui attribuirono un potere divino.

Esodo morone dal 1846 al 1869

## Dal 1846 al 1890

### Migrazione nello Utah e colonizzazione del West
Sotto la guida di Brigham Young i dirigenti della Chiesa intendevano lasciare Nauvoo al più tardi nell'aprile del 1846 ma, a causa delle minacce della milizia statale, furono costretti ad attraversare il Mississippi al freddo di febbraio; alla fine abbandonarono i confini degli Stati Uniti d'America del tempo in direzione di quello che è oggi lo Utah; qui fondarono Salt Lake City.
I gruppi che lasciarono l'Illinois per dirigersi nel West sono diventati noti come i pionieri mormoni; diedero vita a un percorso carovaniero conosciuto come il "sentiero mormone" (il Mormon Trail). I primi arrivi nella Valle del Lago Salato sono datati al 24 luglio del 1847. La data viene commemorata ancora oggi come il Giorno del pioniere.
I convertiti - inizialmente statunitensi, canadesi ed europei - furono incoraggiati a riunirsi nel nuovo Stato per tutti i decenni successivi. Sia la migrazione mormone originaria sia quelle seguenti portarono a numerosi sacrifici e molti morti; Young organizzò una massiccia colonizzazione del West, con insediamenti sparsi in vaste aree di territorio. Alcune delle più importanti città che scaturirono dai primi insediamenti mormoni includono San Bernardino, Las Vegas e Mesa.

Cronologia delle suddivisioni all'interno del mormonismo

### La leadership teocratica di Brigham Young
Dopo la morte di Joseph Smith Young affermò che la Chiesa avrebbe dovuto essere diretta dal "Quorum dei 12 apostoli". Più tardi, conclusasi l'ondata migratoria, egli venne eletto membro della Prima Presidenza il 25 dicembre del 1847 e poi presidente della Chiesa l'8 ottobre del 1848.
Una delle ragioni per cui venne scelto il grande bacino salato come luogo di stabilizzazione fu che l'area si trovasse ancora al di fuori dei confini territoriali statunitensi; Young aveva difatti accusato la nazione di non proteggere adeguatamente i mormoni dall'opposizione politica scaturita nell'Illinois e in Missouri. Tuttavia nel 1848 con il Trattato di Guadalupe Hidalgo la "Seconda repubblica federale del Messico" (vedi battaglione mormone) dovette cedere la regione proprio agli Stati Uniti. Di conseguenza Young inviò degli emissari a Washington con la proposta di creare un grande Stato di Deseret.
Nel 1850 invece il Congresso degli Stati Uniti d'America istituì il territorio dello Utah; Young vi venne nominato governatore l'anno successivo. A causa della sua particolare posizione religiosa esercitò un controllo molto più pratico sugli affari dei mormoni e degli altri coloni rispetto a un tipico governatore territoriale del tempo.
Per la maggior parte del XIX secolo la Chiesa LDS mantenne un sistema giudiziario ecclesiastico parallelo ai tribunali federali, richiedendo ai fedeli di utilizzarlo esclusivamente per le questioni civili o per affrontare temi disciplinari inerenti temi religiosi.

Le città fondate e amministrate dai mormoni nel West

### Riforma mormone
Tra gli anni 1856-58 la Chiesa subì quello che comunemente è chiamato "Riforma mormone". Nel 1855 una grave siccità colpì il fiorente territorio; cadde pochissima pioggia e anche i fiumi provenienti dalle montagne ridussero in maniera drastica la loro portata. Un'infestazione di cavallette e grilli distrusse le poche colture rimaste che si era riusciti a salvare. Durante l'inverno 1855-56 sia la farina sia altri beni basilari di prima necessità scarseggiarono e il loro costo crebbe del tutto improvvisamente, tanto che Heber C. Kimball scrisse al figlio: "i dollari e centesimi non contano ora, in questi tempi che sono i più duri che io abbia mai visto nel territorio dello Utah".
Nel settembre del 1856, mentre la siccità continuò, le prove e le difficoltà dell'anno precedente portarono a un'esplosione di "intensa ricerca dell'anima". Jedediah M. Grant, consigliere della "Prima presidenza" e nota voce conservatrice della comunità, per tre giorni si mise a fare prediche infuocate agli abitanti di Kaysville; chiese il pentimento e una riappropriazione generale degli insegnamenti morali e spirituali. La conclusione fu che 500 persone si presentarono per farsi ribattezzare, un simbolo della loro determinazione a riformare la propria vita.
Lo zelante messaggio si diffuse anche alle comunità circostanti; i maggiori dirigenti della Chiesa viaggiarono per tutto il territorio esprimendo una profonda preoccupazione per i segni di decadenza e reclamando un pentimento di massa; venne chiesto loro di risigillare la propria fedeltà con un nuovo rito battesimale. Diversi sermoni di Willard Richards e George A. Smith avevano già dato nella precedente storia della Chiesa il loro effetto, toccando il concetto dell'espiazione del sangue; suggerirono che i colpevoli di apostasia fossero talmente avviluppati nel peccato che solo attraverso lo spargimento volontario del loro sangue avrebbero potuto far aumentare le possibilità di salvezza eterna.
Il 21 settembre del 1856, invitando al più sincero pentimento, Young ne riprese l'idea dichiarando: "so che ci sono i trasgressori i quali, se solo conoscessero sé stessi e l'unica condizione su cui possono ottenere il perdono, chiederebbero ai loro fratelli di far versare il proprio sangue, cosicché il fumo potesse ascendere a Dio come un'offerta per appianare l'ira che si è accesa contro di essi: così la legge potrebbe avere il suo corso".
Questa credenza divenne parte dell'immagine pubblica della Chiesa del periodo e fu corteggiata nei quotidiani locali assieme ala pratica della poligamia. Il concetto è stato spesso criticato da molti mormoni, per essere infine rifiutato dalla dottrina ufficiale nel 1978; tuttavia i critici contemporanei e gli scrittori popolari continuano ad attribuire alla Chiesa la dottrina formale dell'espiazione del sangue.
Nel corso di quell'inverno si svolsero speciali riunioni con l'invito ad aderire ai comandamenti divini e alle pratiche e precetti ecclesiali. La predicazione pose l'accento sulla pratica consolidatasi del "matrimonio plurale", sull'adesione alla "Parola di saggezza", sulla partecipazione alle celebrazioni e anche sulla preghiera personale.
Il 30 dicembre del 1856 l'intera legislazione territoriale (completamente mormone) fu fatta ribattezzare per la remissione dei peccati e poi confermata sotto le mani del "12 apostoli". Mentre si proseguiva nel tempo le prediche si fecero sempre più esaltate e intolleranti e alcune arrivarono a oltrepassare la soglia dell'autentica isteria.

### Guerra dello Utah e massacro di Meadows Mountain
Nel biennio 1857-58 la Chiesa rimase coinvolta in un conflitto armato con il governo statunitense, passato alla storia col nome di guerra dello Utah; i coloni e i federali combatterono per mantenere l'egemonia sulla cultura degli Stati Uniti d'America e il predominio sul territorio. Le tensioni scaturirono dalla morte dell'apostolo Parley P. Pratt avvenuta nell'Arkansas, dalle minacce di violenza espresse dalla "carovana di pionieri Baker–Fancher" e con molta probabilità anche da altri fattori: tutto ebbe inizio con il Massacro di Mountain Meadows.
La conseguenza più immediata fu il passaggio del governatorato del territorio da Brigham Young ad Alfred Cumming, un outsider nominato direttamente dal presidente degli Stati Uniti d'America James Buchanan.

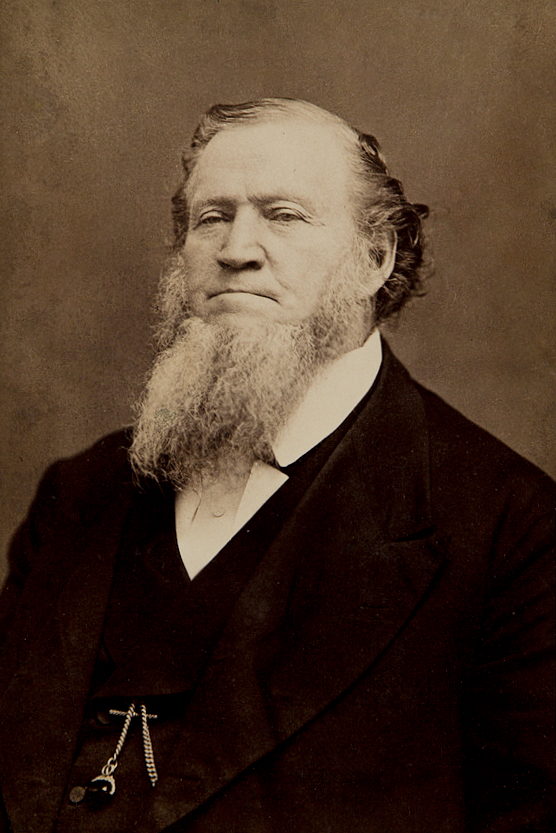
Ritratto di Brigham Young nel 1870 circa

### Gli ultimi anni di Brigham Young
La Chiesa tentò più volte ma senza alcun successo d'istituire un ordine unitario del mormonismo, il più recente nel corso della "Riforma mormone". Nel 1874 Young cercò nuovamente di creare un ordine permanente la cui denominazione, "United Order of Enoch", sarà assunta in almeno 200 comunità a partire da quella di St. George (Utah) il 9 febbraio del 1874. Gli affiliati generalmente dovettero deporre tutte le loro proprietà ai piedi dell'Ordine e i membri ne avrebbero condiviso il reddito netto in un'associazione di cooperativa, spesso suddivisa a seconda della quantità iniziale dei contributi.
A volte avrebbero inoltre ricevuto dei salari per il lavoro svolto all'interno dei terreni comunitari. La situazione era però destinata a rimanere stabile per un periodo piuttosto breve; al momento della morte di Young avvenuta nel 1877 la gran parte di tali cooperative era già fallita miseramente. Al termine del XIX secolo l'istituzione venne dichiarata ufficialmente estinta.
Dall'agosto del 1877 la "Prima presidenza" non fu più riorganizzata fino al 1880, quando finalmente a Young succedette John Taylor il quale in passato era stato presidente del quorum dei dodici apostoli.

### Poligamia e questione mormone negli Stati Uniti
Per diversi decenni la poligamia venne chiaramente predicata come una "Legge divina". Young ebbe parecchie mogli, così come anche molti altri leader della Chiesa. Questa pratica non mancò di causare conflitti tra i membri dei fedeli e la società americana più ampia. Nel 1854 il neonato partito Repubblicano vi fece riferimento nella sua prima piattaforma politica abbinandola alla schiavitù in quanto "le reliquie gemelle della barbarie".
Nel 1862 il Congresso degli Stati Uniti d'America adottò la Morrill Anti-Bigamy Act, firmata da Abraham Lincoln, che rese la bigamia un crimine punibile da 500 dollari a 5 anni di carcere; essa consentì anche la confisca della proprietà privata dei colpevoli senza alcun risarcimento possibile. Tuttavia non venne fatta applicare né dalla presidenza di Abraham Lincoln né tantomeno dai tribunali territoriali controllati dai Mormoni. Inoltre, poiché i matrimoni poligami furono ufficiati in segreto, risultò assai difficoltoso dimostrare l'entità del reato.
Nel 1874, dopo la fine della guerra di secessione americana, il Congresso approvò la Poland Act, legge che trasferì la giurisdizione sui casi ai procuratori e tribunali federali, che non erano controllati dai mormoni; inoltre la legge Morrill sarà accolta nel 1878 dalla Corte suprema degli Stati Uniti d'America nel caso di Reynolds contro Stati Uniti. In seguito il Congresso divenne ancora più aggressivo e fece promulgare la Edmunds Act nel 1882. Questo vietò non solo la bigamia, che rimase un crimine, ma anche una semplice coabitazione bigama, perseguita come un delitto.
In tutto il governo territoriale dello Utah si creò una serie di comitati indipendenti per sorvegliare le elezioni e impedire così l'influenza mormone; inoltre permise al governo di negare i diritti civili ai poligami senza neppure un adeguato processo.
Nel 1887 fu approvata la Edmunds–Tucker Act, che consentiva ai pubblici ministeri di forzare le mogli poligame a testimoniare contro i loro mariti, abolendo il suffragio femminile e i diritti delle donne attuati all'interno della comunità e confiscandone tutti i beni. A quel punto molti dei dirigenti avevano già incominciato a nascondersi nel tentativo di evitare l'accusa; la metà delle prigioni dello Utah fu composta da poligami.
La leadership della Chiesa ufficialmente concluse la pratica nel 1890, sulla base di una rivelazione concessa a Wilford Woodruff e denominata Manifesto del 1890.

## Dal 1890 al 1994
L'era moderna della Chiesa cominciò dopo aver rinunciato alla poligamia nel 1890. Prima di allora i maggiori leader erano rimasti nascosti, molte questioni ecclesiastiche furono pertanto trascurate e l'organizzazione stessa era stata quasi dissolta. Con la riduzione della pressione federale offerta dal Manifesto, tuttavia, la Chiesa cominciato a ristabilire le sue istituzioni.